# Deutscher Pinscher
Der Deutsche Pinscher ist eine von der FCI (Nr. 184, Gr. 2, Sek. 1.1) anerkannte deutsche Hunderasse.

## Herkunft und Geschichtliches
Seit Beginn der Rassehundezucht in Deutschland vor rund 100 Jahren haben sich die Pinscher kaum verändert. Schon H. G. Reichenbach berichtete 1836 von dem „glatten Pinscher“, der als „nette Hunderasse“ in Deutschland den Mops verdränge. Bei Beckmann (1894) werden die glatt- und die rauhaarigen Pinscher, heute Schnauzer genannt, beschrieben; bereits hier sind die glatthaarigen Pinscher wesentlich seltener als die rauhaarigen Geschwister (beide Varianten konnten in einem Wurf fallen). In den 1950er Jahren bemühte sich Werner Jung um die Erhaltung der Rasse und verhalf ihr zu neuer Blüte. 1958 wurde nach achtjähriger Pause erstmals wieder ein Wurf gemeldet. Noch heute werden die mittlerweile getrennten Rassen gemeinsam im Pinscher-Schnauzer-Klub 1895 geführt. Die kleinere Version des deutschen Pinschers ist der Zwergpinscher (oder auch Rehpinscher).
Über die genaue Herkunft des Deutschen Pinschers weiß man wenig. Bereits seit dem 19. Jahrhundert wird darüber gestritten, ob Pinscher und Schnauzer von englischen Terriern abstammen oder umgekehrt. Pinscher wurden gerne zur Vertilgung von Raubzeug sowie Ratten und Mäusen gehalten und waren als Stall- und Kutschenhunde um die Jahrhundertwende auf bald jedem Hof anzutreffen. Daher stammen auch Lokalbezeichnungen wie Stallpinscher und Rattler. Die Pinscher sollten sich als Rattler weitgehend selbst ernähren. Streunen durften die Stallhunde nicht, somit wurde auch auf die Eigenschaft der Reviertreue selektiert. Größere, rauhaarige Pinscher spielten bei den Fuhrleuten eine wichtige Rolle. Solange der Pinscher auf dem Fuhrwerk saß, konnten die Kutscher ruhig abwesend sein. Es wagte niemand, Pferd und Wagen anzurühren.
Im Jahr 2003 wurde der Deutsche Pinscher zusammen mit dem Spitz zur gefährdeten Haustierrasse erklärt.

## Beschreibung
Pinscher sind 45 bis 50 cm groß und 14 bis 20 kg schwer. Sie haben kurzes und dichtes Haar, das glatt anliegt und glänzt, in den Farben Lackschwarz mit roten Abzeichen oder rein Rot (etwa 20 % der Hunde). Die Klappohren sind hoch angesetzt, V-förmig, die Ohrinnenkanten an den Wangen anliegend, nach vorn gedreht.

## Gesundheit
Der Deutsche Pinscher ist eine Rasse, die mit nur wenigen zuchtbedingten Erbkrankheiten behaftet ist. In der Zucht gibt es neben der Untersuchung auf Hüftdysplasie (Pflicht) auch weitere, freiwillige vorsorgliche Untersuchungen wie etwa auf erbliche Augenerkrankungen, Dilute (Farbverblassung) und die Von-Willebrand-Krankheit.
Nach dem deutschen Tierschutzgesetz dürfen die Ohren (seit 1987) und die Rute (seit 1998) nicht kupiert werden. Einige Deutsche Pinscher kämpfen mit dem so genannten Ohrrandproblem. Bei Pinschern sind die Ohren nur dünn mit Fell bedeckt und die Ohrränder sind sehr dünn. Dadurch kann sich der Hund schnell am Ohrrand verletzen.

## Wesen
Heute ist der Pinscher ein anpassungsfähiger Familienhund, der sowohl für aktive Stadtmenschen als auch für das Leben auf dem Bauernhof geeignet erscheint. Fremde können auch heute nicht unbemerkt sein Anwesen betreten, der Pinscher schlägt an, ohne jedoch ein Kläffer zu sein. Die Jagdlust ist individuell mehr oder weniger stark ausgeprägt, ebenso die Neigung zum eigenständigen Erkunden der Gemarkung. Er ist ein sparsamer Beller, sehr aufmerksam, in der Wohnung ruhig, draußen dafür sehr temperamentvoll. Gutartiger Charakter, Spiellust, Ausdauer und Widerstandsfähigkeit sprechen für seine Vielseitigkeit. Der Pinscher ist sowohl als Reitbegleithund als auch im Hundesport, beispielsweise beim Agility einsetzbar.
Pinscher lernen schnell und sind anpassungsfähige, vielseitige und „praktische“ Hunde. Eine hohe Selbstsicherheit ist bei dieser Rasse gewünscht und zeigt sich auch in einem entsprechenden Verhalten dem Halter gegenüber.